# Żel balistyczny

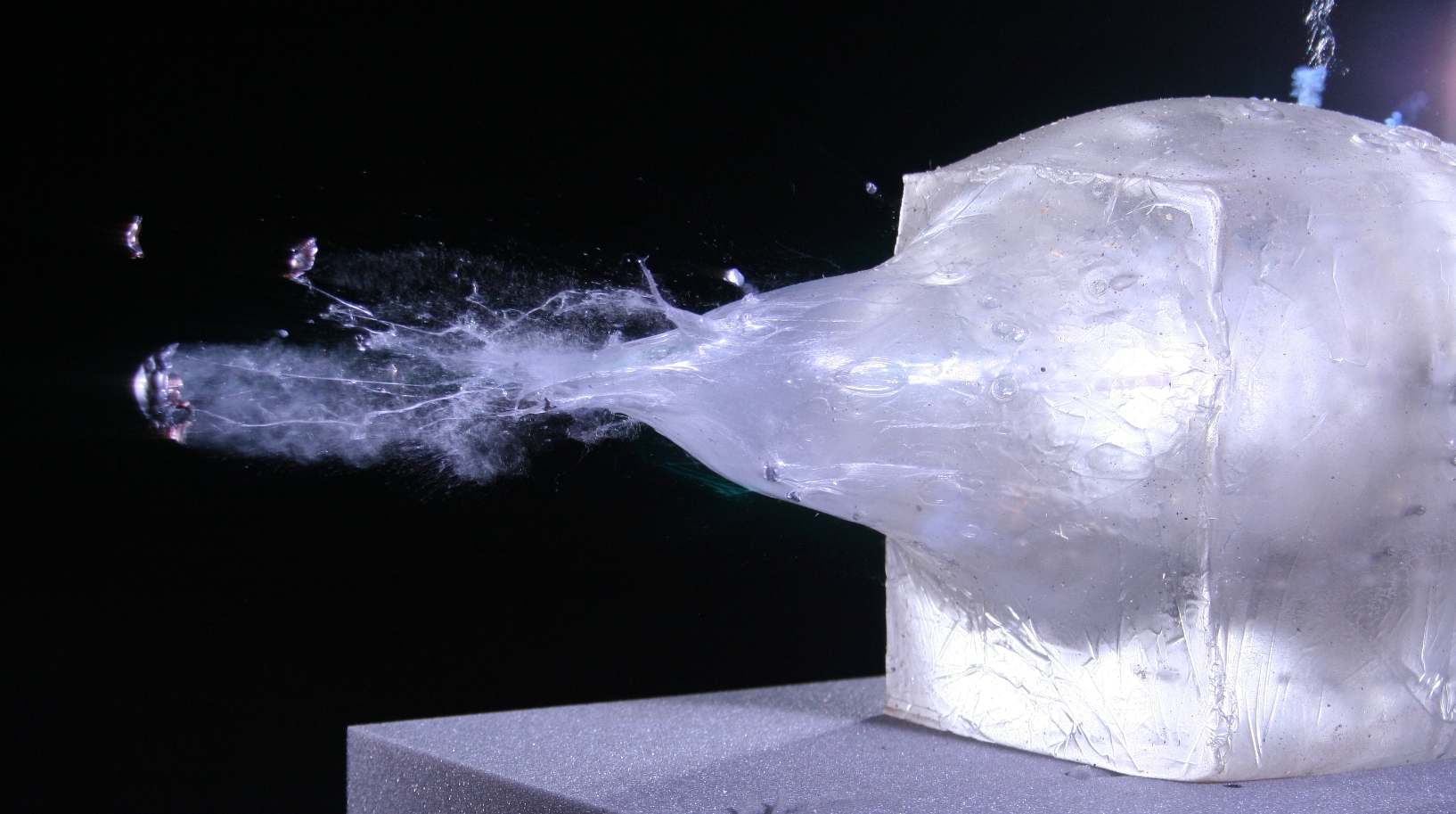
Żel balistyczny po wniknięciu pocisku

Żel balistyczny – jest to 10% (schłodzony do 4 stopni C) lub 20% (schłodzony do 10 stopni C) roztwór żelatyny wieprzowej w wodzie. Żelatyna balistyczna jest używana w badaniach balistycznych przy badaniu balistyki końcowej, czyli zachowaniu pocisku po wniknięciu w cel oraz obrażeń, jakie może zadać pocisk. Charakteryzuje się zbliżonymi właściwościami do mięśni ludzkich (masa, sprężystość), stąd często używany jest do symulacji wypadków i testów bezpieczeństwa. 
Substancja ta bywa także stosowana w produkcjach filmowych. Na potrzeby krwawych scen wykonywane są odlewy z żelu balistycznego, które następnie są preparowane tak, by jak najdokładniej odzwierciedlały wygląd uszkodzonego ciała ludzkiego.
Żel balistyczny przygotowuje się z żelatyny wieprzowej oraz wody o temperaturze 40 stopni C, w stosunku 1:9 lub 2:8. Następnie płyn schładza się do temperatury odpowiednio 4 lub 10 stopni Celsjusza, aby zgęstniał. 10% żelatyna balistyczna nazywana jest żelatyną doktora Facklera od nazwiska Martina L. Facklera, który w latach 60. XX wieku rozpoczął badania nad substytutami żywych tkanek do badań balistycznych.